# Treno Azzurro
Il treno Azzurro era un treno rapido delle Ferrovie dello Stato che collegava Milano con Napoli.
Il nome deriva dal fatto che, a differenza del materiale ordinario FS, le carrozze erano caratterizzate da una livrea con due toni di blu: blu scuro nella parte bassa della cassa e per la fascia dei finestrini e celeste per tutto il resto. Il treno era inizialmente affidato ai locomotori E.428, principalmente della sottoserie aerodinamica (.225-.241; il 242, distrutto per cause belliche, non esisteva più); poi, dal novembre 1958, agli E.646 di prima serie (frontali poliedrici), cominciando dai prototipi .001-.005. Dal 1961 subentrarono gli E.646 di seconda serie, con testate arrotondate: nel 1962, due di questi ultimi, .035 e .037, ricevettero anch'essi la livrea blu e celeste in luogo della usuale in grigio nebbia-verde magnolia. La scelta del colore risentiva forse dell'influenza di uno dei più celebri treni europei, il Train bleu, e soprattutto ricordava i colori simbolo della città partenopea, l'azzurro della squadra di calcio del Napoli e della flotta del suo Patròn, il Comandante Achille Lauro, figura di spicco e Sindaco in quegli anni del capoluogo campano.
Il materiale rimorchiato prevedeva prima carrozze di tipo 1946 (di prima e seconda classe) e successivamente le tipo 1959 (di prima, seconda e miste). Al centro del treno era presente una carrozza ristorante CIWL e un couplage di Pullman tipo Côte d'Azur.
Nei periodi di grande affluenza chiudeva il convoglio una vettura di 1ª classe di rinforzo limitata a Roma in livrea ordinaria castano-isabella. Nell'orario invernale 1969-1970 il treno prevedeva il seguente orario:
1. Milano Centrale (12.55)
2. Fidenza (13.52-13.53)
3. Bologna Centrale (14.55-15.00)
4. Firenze S.Maria Novella (16.04-16.12)
5. Roma Termini (19.35-19.48)
6. Napoli Centrale (21.36)

## Rievocazione storica

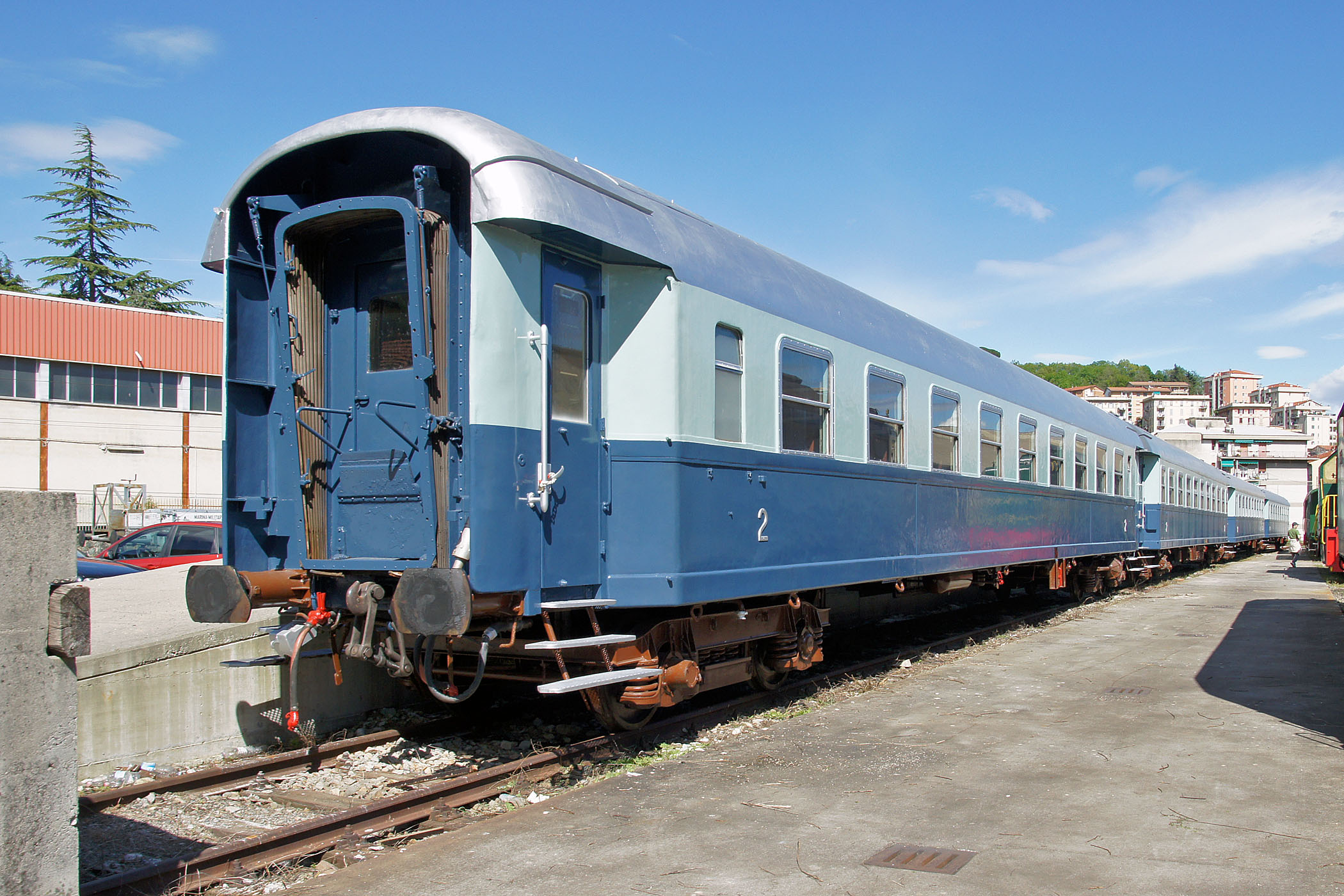
Carrozza tipo 1959 restaurata in livrea Treno Azzurro

Nei primi anni duemila alcune carrozze viaggiatori sono state restaurate e riverniciate nella livrea a due toni di blu per rievocare i fasti del treno azzurro.
Da tempo demolite le locomotive E 646 035 e 037, per il traino di tale convoglio sono state preservate inizialmente la locomotiva E.645.040 e poi, in seguito a un incendio che mise fuori servizio questa comportandone la demolizione, la E 646 085, riverniciate nella medesima livrea delle carrozze, livrea scomparsa nel 2021 con l'applicazione della livrea d'origine.